# Aphelandrinae
Sous-tribu
Les Aphelandrinae sont une sous-tribu de plantes à fleurs de la famille des Acanthaceae, de la sous-famille des Acanthoideae et de la tribu des Acantheae.
Le genre type de la sous-tribu est Aphelandra.

## Liste des genres
- Aphelandra
- Cuenotia
- Cyphacanthus
- Encephalosphaera
- Holographis
- Neriacanthus
- Orophochilus
- Rhombochlamys
- Salpixantha
- Stenandriopsis
- Stenandrium

## Publication originale
- Bremekamp C.E.B., 1941. Verhandelingen der Koninklijke Akademie van Wetenschappen, Tweede Sect. 41(1): 13.